# Agrotis venata
Agrotis venata là một loài bướm đêm trong họ Noctuidae.